# Brisa Bracchi
Brisa Silva Bracchi (Natal, 20 de dezembro de 1997), mais conhecida como Brisa Bracchi, é uma vereadora, filiada ao Partido dos Trabalhadores (PT). Historiadora pela Universidade Federal do Rio Grande do Norte (UFRN) e Técnica em Controle Ambiental pelo Instituto Federal do Rio Grande do Norte (IFRN). Foi eleita vereadora na cidade de Natal, no Rio Grande do Norte, em 2020, aos 22 anos, sendo a mulher mais jovem da história de Natal a alcançar este cargo. Já em seu primeiro ano de atuação, 2021, foi considerada pelo próprio sistema interno da Câmara Municipal de Natal a vereadora mais produtiva e, em 2022, foi eleita Parlamentar Destaque. 

## Biografia

### Movimento estudantil
Em 2014, Bracchi participou do congresso de reativação do Grêmio Estudantil Djalma Maranhão (GEDM), do IFRN Natal Central. No ano seguinte, em 2015, foi eleita Diretora de Mulheres da União Brasileira dos Estudantes Secundaristas (UBES),  participando das ocupações da Primavera Secundarista em 2016 contra medidas do governo do então presidente Michel Temer, como a Reforma do Ensino Médio e a Proposta de Emenda à Constituição (PEC) do Teto de Gastos. 
Após ingressar no curso de História da UFRN, tornou-se Coordenadora Geral do Diretório Central dos Estudantes (DCE) José Silton Pereira entre 2018 e 2019. No movimento estudantil universitário, também atuou como Secretária Geral da União Estadual dos Estudantes (UEE) do Rio Grande do Norte.

### Partido dos Trabalhadores
Com 18 anos, Bracchi filiou-se ao Partido dos Trabalhadores, organizando-se na tendência interna Democracia Socialista. Aos 21, passou a integrar Executiva Municipal do PT Natal, como Secretária Geral e, aos 22, foi eleita vereadora de Natal, com 2.901 votos. Aos 24 anos, foi eleita Secretária Estadual de Mulheres do Partido,tornando-se a primeira mulher  jovem a ocupar esse espaço.

### Atuação como parlamentar
As principais bandeiras de seu mandato são: cultura, educação, política para as mulheres, população LGBTI+, povos e comunidades tradicionais, direito à cidade e à cannabis medicinal.
Em 2021, no seu primeiro ano de mandato, tornou-se líder da Bancada de Oposição à Prefeitura. Em meio ao grave cenário da pandemia de Covid-19, seu primeiro projeto protocolado foi o Programa Municipal da Renda Básica Emergencial, para o enfrentamento das desigualdades em Natal, Rio Grande do Norte. Neste ano, seu mandato alcançou o posto de mais produtivo da Câmara Municipal de Natal. Dentre os projetos que viraram leis, destaca-se a Política Municipal de Saúde Integral da População LGBTI+, lei municipal pioneira no Brasil, que busca capacitar Unidades Básicas de Saúde para melhor atender essa parcela da população em suas necessidades específicas, como a hormonoterapia para pessoas trans. 
Em 2022, foi autora da proposta de lei relativa à celebração do Dia da Visibilidade Bissexual, promulgada em março, e da lei "Menstruação sem tabu", que previa a distribuição de artigos de higiene menstrual a pessoas vulneráveis, e escolas públicas, bem como maior educação relativa à menstruação. Em 2023, foi autora da proposta de lei aprovada em julho do mesmo ano no município de Natal e que criou a Semana Municipal Contra a Lesbofobia, que se tornou parte do calendário oficial da cidade.
Entre seus destaques legislativos estão a aprovação das leis de Política Municipal de Capacitação para Mulheres Técnicas, Artistas e Produtoras Culturais, conhecida como Mais Mulheres na Cultura, e da Publicidade sem Machismo.
No terceiro ano de mandato, em 2023, Bracchi recebeu o Prêmio de Parlamentar Destaque de 2022, pontuando em todas as categorias do prêmio - como transparência, prestação de contas, fiscalização do Executivo, educação e combate a privilégios. Dentre os projetos de lei aprovados neste ano, estão a declaração do Teatro Sandoval Wanderley como Patrimônio Cultural Material de Natal, a Política Municipal de Combate à Violência Política de Gênero, Raça e Orientação Sexual, a criação da Film Commission (Comissão Fílmica) de Natal. 

### Ameaças de violência sexual e misoginia
Em 2023 e 2024, Bracchi recebeu ameaças de estupro corretivo por e-mail, à semelhança de outras parlamentares feministas e LGBT, como Duda Hidalgo, Daiana Santos, Rosa Amorim, Bella Gonçalves, Mônica Benicio, Iza Lourença, Bia Caminha, Lohanna França e Cida Falabella.

Ainda em 2023, foi sujeita a linguagem acusatória e preconceituosa por parte de Cícero Martins, ex-vereador de Natal cujo cargo era então ocupado ela. Em 2024, Bracchi acusou o vereador Aroldo Alves (União Brasil) de misoginia, quando ele se referiu à deputada federal Natália Bonavides como "bonitinha" e "cheirosinha" em plenário.